# 2017년 이란 대통령 선거
2017년 이란 대통령 선거는 2017년 5월 19일에 치러진 이란의 12번째 대통령 선거이다. 개표 마감 결과 하산 로하니 대통령이 57.14% 득표해 연임이 확정되었다.